# 四個拉格比公學男孩

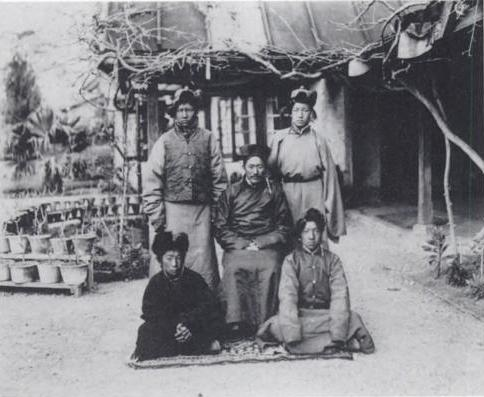
四個拉格比公學男孩與龍廈在前往英國前於甘托克駐錫金政務官官邸前合影。

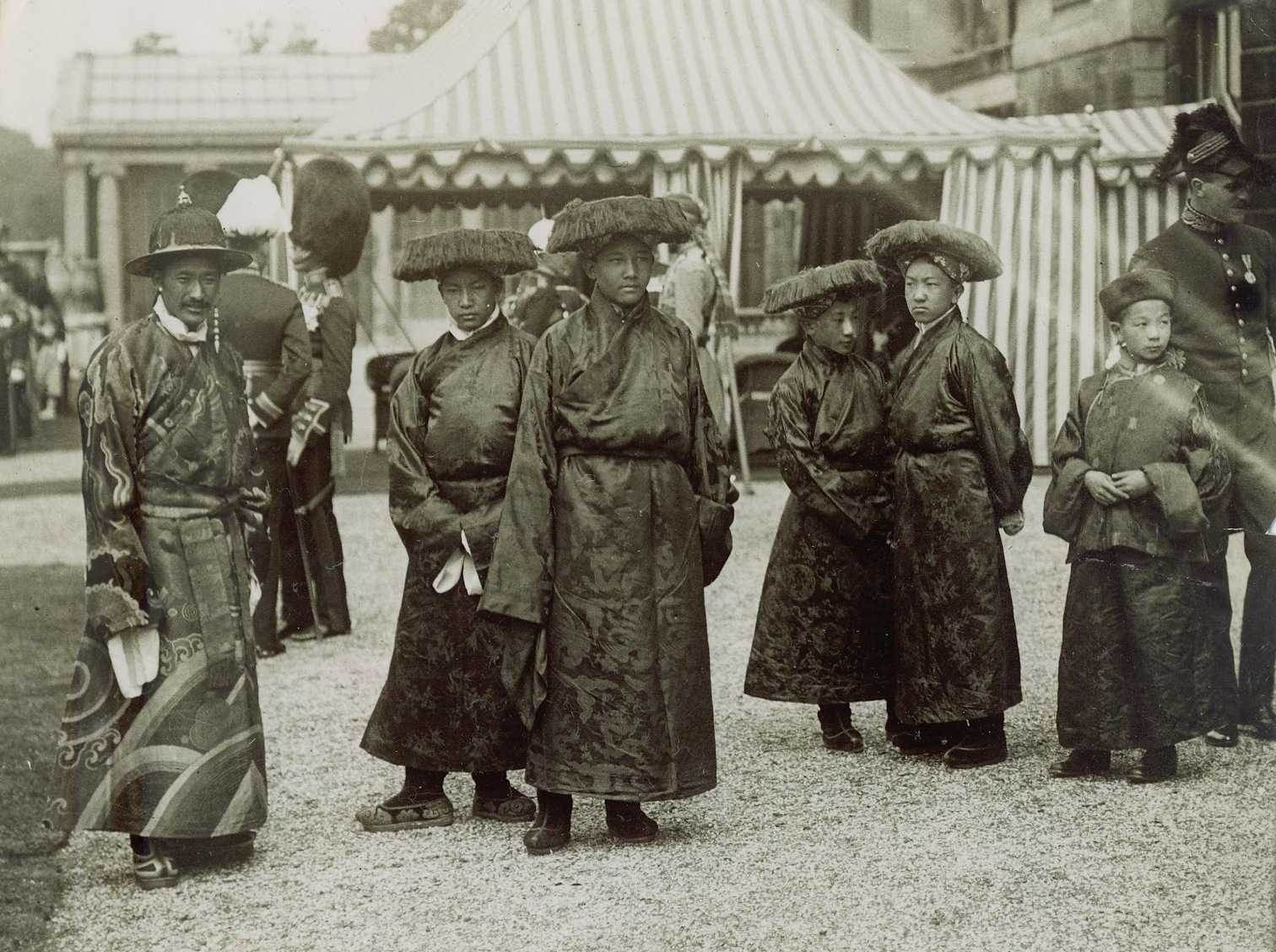
1913年四個拉格比公學男孩與龍廈在晉見喬治五世後攝。最右為古德。

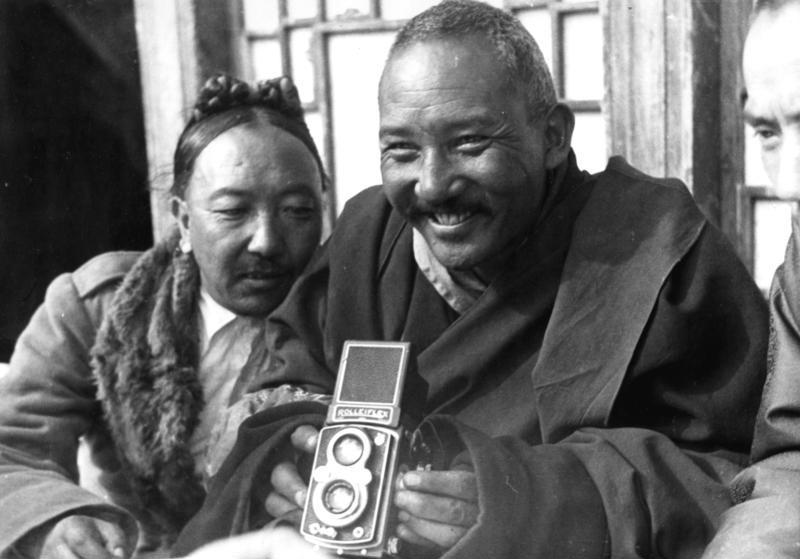
1938年吉普（左）看門仲用Rolleiflex雙反照相機照相。

四個拉格比公學男孩是指20世紀10年代，西藏政府希望通過英國公學教育將四個年輕的藏人變成推動西藏現代化先鋒的行動。
第十三世達賴喇嘛於1912年希望西藏一些“精力充沛、聰明、出身好”的男孩能在牛津大學獲得“世界級的教育”，結果四名年輕男孩仁崗巴·仁增多吉、門仲·欽繞古桑、吉普·旺堆羅布、郭喀娃·索朗貢布四人被選中，由西藏高級官員龍厦陪同前往英國。印度政府於1913年4月決定即將回到英國的巴茲爾·古德協助這四人前往英國，並在他們抵達英國的前幾個星期幫助他們。索南·旺菲·萊登拉隨行擔任翻譯。原來計畫讓四人就讀卓特咸學院，但是由於卓特咸學院準備給中國總統袁世凱的三個兒子入學許可，四人因此改為就讀拉格比公學。他們住在法納姆，在贝立兹語言學校的指導下學習英語，之後到拉格比公學學習。四人在拉格比公學完成學業後，每個人都接受了特定領域的專業訓練，最終返回西藏。

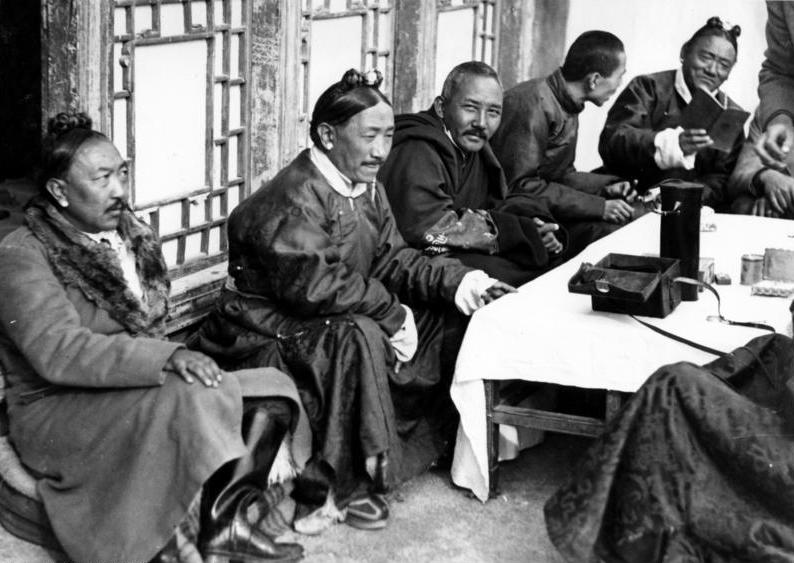
從左至右：仁崗巴、門仲、吉普、國民政府駐藏諮議張威白、擦绒。1938年攝。

根據龍厦的兒子拉魯·次旺多吉的說法，“實驗並不是一個巨大的成功。”歷史學家阿拉斯泰尔·兰姆同意：“這個實驗很難被描述為成功”，並補充說這些男孩受西藏體制所限，後來對西藏的發展沒有重大貢獻。

## 外部連結
- The Thirteenth Dalai Lama's Experiment in Modern Education （页面存档备份，存于）
- 四名男孩在拉格比公學與同學合照